# Encephalisationskvotient
| Dyreart                                   | Encephalisationskvotient (EQ) |
| ----------------------------------------- | ----------------------------- |
| Menneske                                  | 7,4–7,8                       |
| Øresvin                                   | 5,3                           |
| Chimpanse                                 | 2,2–2,5                       |
| Rhesusabe                                 | 2,1                           |
| Hval                                      | 1,8                           |
| Afrikansk elefant                         | 1,3                           |
| Hund                                      | 1,2                           |
| Kat                                       | 1                             |
| Hest                                      | 0,9                           |
| Kanin                                     | 0,8                           |
| Får                                       | 0,5                           |
| Rotte                                     | 0,4                           |
| Mus                                       | 0,4                           |
| EQ med katten som standard-art: EQ(kat)=1 |                               |

Encephalisationskvotienten (EQ) er en grov tilnærmelse til et dyrs intelligens. Kvotienten er defineret som forholdet mellem den målte og den forventede hjernevægt for et dyr af samme kropsvægt. Sædvanligvis anser man EQ for et mål for hvor intelligent en dyreart er i forhold til andre dyrearter: En høj EQ betyder en høj intelligens.

## Beregning af EQ
Ud fra målinger af forskellige dyrs hjernevægt er H.J. Jerison kommet frem til denne formel:
{\displaystyle EQ={\frac {\mbox{hjernevægt}}{0{,}12\cdot {\mbox{kropsvægt}}^{2/3}}}}
I formlen skal vægten indsættes i enheden gram. Formlen er forskellig fra den ene dyregruppe til den anden, f.eks. mellem pattedyr og fugle.
Med Jerisons formel får mennesket en EQ på omkring 6,9, chimpansen 4,0 og gorillaen 1,8.
Tandhvaler, specielt delfiner, har en meget stor EQ, og nogle arter har større EQ end chimpansen, men dog mindre end menneskets.
Vises de forskellige dyrearters EQ (Jerisons) som punkter på et kropsvægt-hjernevægts plot med dobbelt-logaritmiske akser vil punkterne cirka ligge på en ret linje. Der er dog undtagelser: Pattedyr ligger forskudt i forhold til andre dyr. Primater ligger yderligere forskudt i forhold til ikke-primater.
Hos hunde har små hunderacer forholdsvis større hjerner end store hunde, men man anser dog ikke små hunde som særligt intelligente.
Adskillige husdyr har mindre hjerne end deres tilsvarende vilde type, og deres encephalisationskvotient er mindre.